# Policondensación
La policondensación o polimerización por condensación, es un proceso de polimerización donde distintas sustancias reaccionan para crear uno o más monómeros, los cuales se unirán entre sí para formar un dímero, que por reacción con otros monómeros o dímeros (o trímeros, o tetrámeros...) dará lugar al correspondiente polímero. El proceso inicial es muy distinto a la
polimerización por adición, donde las sustancias iniciales sirven a su vez como monómeros.
Para que una policondensación se lleve a cabo satisfactoriamente, los monómeros formados han de tener un nivel de funcionalidad mínimo de 2, de lo contrario la cadena de monómeros en formación dejaría de crecer y no se formaría el polímero. En cada unión de dos monómeros se pierde una molécula pequeña, por ejemplo: agua. Debido a esto, la masa molecular del polímero no es necesariamente un múltiplo exacto de la masa molecular del monómero.

## Etimología
El término policondensación hace referencia al subproducto obtenido al realizar una polimerización por este método, el subproducto obtenido puede ser agua o un alcohol de bajo peso molecular, es decir, una "condensación".

## Funcionalidad
La funcionalidad hace referencia a los grupos funcionales que se forman en los monómeros, estos grupos funcionales determinarán la capacidad del monómero para reaccionar con otros monómeros. El nivel de funcionalidad de un monómero es igual al número de grupos funcionales que posea este en su molécula. Es por ello que la elección de las sustancias que darán origen a los monómeros utilizados en la polimerización son de vital importancias para lograr el nivel de funcionalidad mínimo requerido. Para realizar una policondensación exitosa, se considera que el nivel de funcionalidad mínimo debe de ser 2, es decir, dos grupos funcionales que hagan parte de la molécula del monómero.
Ejemplo: HOOC--R1--NH2 (fórmula general de un aminoácido, de funcionalidad 2)
Si reacciona consigo mismo, entonces:
2 HOOC--R1--NH2 <----> HOOC--R1--NH· + ·OC--R1--NH2 + H2O <----> HOOC--R1-NH--CO--R1--NH2 + H2O
| Funcionalidad | |
| ------------- | --- |
| 0             | Si la funcionalidad de los monómeros es cero (Ningún grupo funcional hace parte de las moléculas de los monómeros), estos no tendrán la capacidad o será demasiado difícil que reaccionen entre sí. |
| 1             | Los monómeros de funcionalidad 1 reaccionarán con otros monómeros, pero inmediatamente después pierden su funcionalidad, debido a que los monómeros interactúan y se unen por medio de sus grupos funcionales, por lo que una vez el grupo haya reaccionado pierde la capacidad de volverlo a hacer, y por lo que solo hay un solo grupo funcional en la molécula del monómero, este ya no puede volver a reaccionar con otro monómero o dímero. |
| 2             | Los monómeros con funcionalidad 2 son capaces de reaccionar dos veces con otros monómeros, los cual los hace grandes candidatos para la polimerización, debido a que cuando reaccionan por primera vez aún mantienen un segundo grupo funcional capaz de reaccionar de nuevo. Esto permite que la cadena pueda seguir aumentando su masa molecular indefinidamente.                                                                              |
| ≥3            | Una funcionalidad de 3 o mayor permite a los monómeros crecer en distintas direcciones, por lo que pueden crear polímeros muy ramificados, incluso pudiéndose lograr redes macro moleculares tridimensionales. |

## Características
Industrialmente se tiende a usar sustancias que creen monómeros de funcionalidad 2, cuyos grupos funcionales se encuentran en los extremos opuestos de la molécula o cadena de carbonos, de esta manera se obtienen polímeros muy lineales . Además de la linealidad de los polímeros obtenidos se pueden destacar otras características que diferencian a los polímeros obtenidos por policondensación de los que se obtienen por adición:
- El crecimiento molecular es lento, llegándose a necesitar una gran conversión de monómero para obtener grandes pesos moleculares.
- Siempre hay formación de subproductos de bajo peso molecular.
- Es un proceso endotérmico.

## Clasificación
Los polímeros de condensación se dividen en dos grupos: 
| - Homopolímeros. Polietilenglicol Siliconas | - Copolímeros. Baquelitas. Poliésteres. Poliamidas. |